# Chisocheton grandiflorus
Chisocheton grandiflorus là một loài thực vật có hoa trong họ Meliaceae. Loài này được (Kurz) Hiern mô tả khoa học đầu tiên năm 1875.